# Éric Leroyer
 (avril 2025).
Motif : Pas de sources secondaires et centrées
- Archive Wikiwix
- Bing
- Cairn
- DuckDuckGo
- E. Universalis
- Gallica
- Google
- G. Books
- G. News
- G. Scholar
- Persée
- Qwant
- (zh) Baidu
- (ru) Yandex
- (wd) trouver des œuvres sur Wikidata

| 1. | Préciser le motif de la pose du bandeau. | Précisez le motif de la pose du bandeau en utilisant la syntaxe suivante : {{admissibilité à vérifier\|date=mai 2025\|motif=remplacez ce texte par le motif}}                     |
| 2. | Informer les utilisateurs concernés.     | Pensez à avertir le créateur de l'article, par exemple, en insérant le code ci-dessous sur sa page de discussion : {{subst:avertissement admissibilité à vérifier\|Éric Leroyer}} |

Éric Leroyer est un cavalier français de saut d'obstacles, ancien membre de l'équipe de France dans les années 1970 et 1980. Il était également directeur du Centre équestre du Perray-en-Yvelines, fondé par son père Henri Leroyer en 1964.

## Biographie
Fils d'Henri Leroyer, Éric Leroyer reprend la direction Centre équestre du Perray-en-Yvelines en 1980. Il y développe une activité centrée sur le saut d'obstacles, formant à la fois cavaliers et chevaux de haut niveau.
En tant que cavalier international, il représente la France dans de nombreuses compétitions européennes et internationales majeures.

## Principales performances
Jeux méditerranéens 1979 (Split,Ex-Yougoslavie)
- Médaillé d’or en saut d’obstacles individuel[1].
- Médaillé d’or en saut d’obstacles par équipe[2].

Grands Prix Internationaux
Vaiqueur ou classé dans les Grands Prix :
- CHIO de Rotterdam ;
- CHIO d'Aix-la-Chapelle ;
- Concours hippique international de Genève[3] ;
- CSIO de la Baule ;
- CSIO Lisboa[4] ;
- CSIO Roma Piazza di Siena[5].
- CSIO Hickstead,

Participations avec l’équipe de France à la Coupe du monde de saut d'obstacles.[Laquelle ?]
Plusieurs titres et podiums aux Championnats de France.[Lesquels ?]

## Engagements professionnels
Sous sa direction, le centre équestre du Perray-en-Yvelines devient un centre reconnu pour la formation au saut d'obstacles, notamment à partir des années 1990.